# Элли (ётун)
Элли (др.-сканд. Elli) — пожилая великанша (ётун), олицетворяющая старость в германо-скандинавской мифологии. 
Согласно легенде о визите Тора и его спутников в Утгард, владыка Утгарда Утгарда-Локи испугался Тора и предложил обманные испытания. Так, Тор должен был поднять мирового змея Ёрмунганда, которому Утгарда-Локи чарами придал вид кошки. Также одним из испытаний был поединок со старухой Элли, которую Утгарда-Локи представил как свою няньку. Тор проиграл поединок, упав на одно колено. Позднее Утгарда-Локи открыл правду и сказал, что никому не удавалось достичь такого результата в поединке с Элли: «Не бывало ещё человека, которого старость не уложила бы на обе лопатки, а ты лишь припал на одно колено».
История визита Тора в Утгард рассказывается только в Младшей Эдде, и, что необычно — Снорри Стурлусон не цитирует какие-либо старые стихи в подтверждение этого. Его источники для этой истории неизвестны: считается, что в основном он сочинил ее сам.
Элли не упоминается ни в одном другом сохранившемся источнике, но представление о том, что даже боги не застрахованы от последствий старения, соотносится с тем, что они должны регулярно потреблять яблоки Идунн, чтобы оставаться молодыми.